# Campyloneurum repens
Campyloneurum repens är en stensöteväxtart som först beskrevs av Jean Baptiste Christian Fusée-Aublet, och fick sitt nu gällande namn av Karel Presl. Campyloneurum repens ingår i släktet Campyloneurum och familjen Polypodiaceae. Inga underarter finns listade.